# Free Air

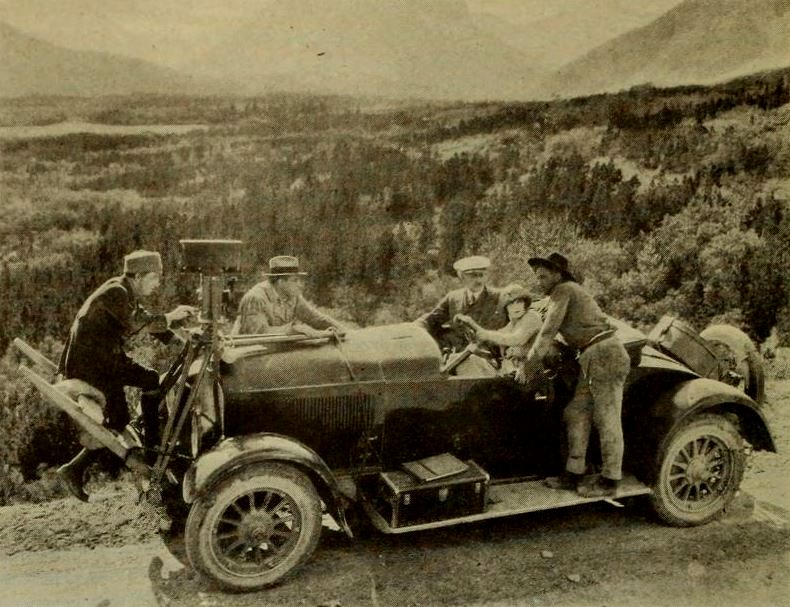
Tournage d'une scène du film

Free Air est un film américain réalisé par Edward H. Griffith et sorti en 1922.

## Fiche technique
- Réalisation : Edward H. Griffith
- Scénario : d'après le roman free air de Sinclair Lewis (1919)[1]
- Photographie : George Freisinger, Harold S. Sintzenich
- Production : Outlook Photoplays
- Distributeur : W.W. Hodkinson Distribution
- Durée : 60 minutes
- Date de sortie :
  - USA : 30 avril 1922

## Distribution
- Tom Douglas : Milt Daggett
- Marjorie Seaman : Claire Boltwood

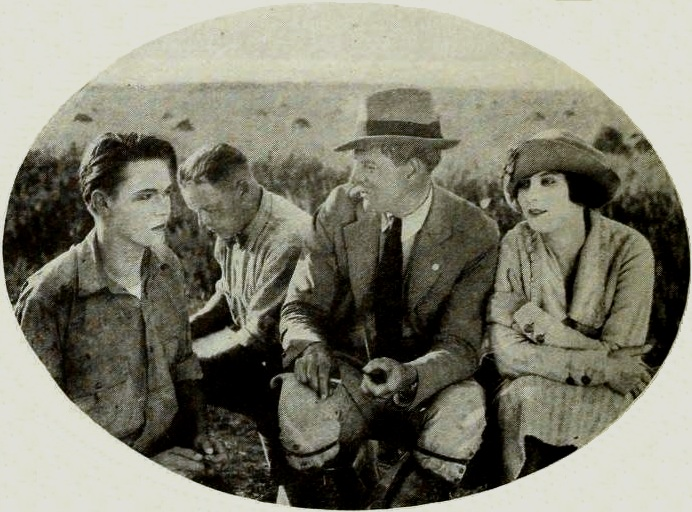
Tom Douglas avec le réalisateur et Marjorie Seaman

- George Pauncefort : Henry B. Boltwood
- Henry G. Sell (en) : Jeffrey Saxton
- Dorothy Allen (en) : Minne Rauskekle
- Ben Hendricks Jr. : le clochard